# Alain Goldschläger
 (août 2017).
Alain Joseph Goldschläger, né en 1946, est professeur à l’Université Western Ontario, (London Ontario, Canada) avec un doctorat en lettres de l’Université de Toronto obtenu en 1975.

## Biographie
Spécialiste de langue et littérature françaises, de la littérature de la Shoah et des écritures testimoniales, Alain Goldschläger est présentement le Directeur de l’Institut de recherche sur la littérature de l’Holocauste, institut qu’il a fondé en 1996. Il a participé longuement à différents groupes de recherche au Canada. Il fut notamment président de l'Association Canadienne de Sémiotique (1981-1983) dont il fut membre fondateur en 1971; président de l'Association Canadienne de Littérature Comparée (1985-1987) et membre de la Fédération Canadienne pour les Humanités (1981-1988). Directeur de la Fondation Canada-Israël pour les Échanges Universitaires (1988-2003), il est aussi depuis 2004, le président de la Ligue des Droits de la Personne de B'nai Brith (Chair of the League for Human Rights of B'Nai Brith, Ontario).
Alain Goldschläger a participé à la création du General Romeo Dallaire Summer Institute on the teaching of the Holocaust and Genocide où il a enseigné pendant trois ans (2004-2006). Il fut aussi membre de la Commission Canadienne de l'Unesco (1986-1989). Depuis 2009, il est Chair of The National Task Force on Holocaust Education, Remembrance and Research ainsi qu'un des quatre Canadian Delegate to the International Task Force on Holocaust Education, Remembrance and Research (Oslo 2009) et Canadian Delegate to the Holocaust Era Assets Conference (Prague 2009). Il a été nommé en 2010, Chercheur Principal à la Cité des Cultures de la Paix  Lugano (Suisse).
Il est le petit-fils d'Isabelle Blume, militante féministe et antifasciste belge.

## Livres publiés
- The Conspiracy revealed: Jews, Freemasons, Illuminati (à paraître)
- L’Imaginaire juif (avec Jacques Lemaire) Liège, Presses de l’Université de Liège, 2007.
- Le Complot Judéo-maçonnique (avec Jacques Lemaire), Bruxelles, Éditions Labor/Espaces de Libertés, coll. « Liberté j'écris ton nom », 2005[4]
- Building History: Art, Memory, and Myth (with Naomi Kramer), Institut de recherche sur la littérature de l’Holocauste, London (Ontario) 1997.
- Simone Weil et Spinoza, Sherbrooke, Éditions Naaman, 1982.

## Livres édités (sélection)
- L’Antisémitisme après la Shoah, (éd. avec Jacques Lemaire), Bruxelles, Espace de libertés, 2003.
- La Langue de bois, (ed avec Jacques Lemaire), La Pensée et les Hommes, Bruxelles, Presses de l’Université de Bruxelles, 2001.
- Building History: The Shoah in Art, Memory, and Myth (avec Peter Daly, Karl Filser, Naomi Kramer) New York, Peter Lang, 2001. (Vol. 4 of Mc Gill European Studies)
- La Shoah : Témoignage impossible (avec Jacques Lemaire) Bruxelles, Presses de l’Université de Bruxelles, 1998.
- Le Discours scientifique comme porteur de préjugés (avec Clive Thomson) London, Mestengo Press, 1998.
- Language and Literature Today: Modernity and Postmodernism; proceedings of the International Congress of F.I.L.L.M., Brasilia (with * Dr. Eva Kushner); Brasilia, Universidade de Brasilia, 1996.
- Le Mensonge, Bruxelles, Presses de l'Université de Bruxelles, 1993.